# Techniques d'aïkido
 (mars 2025).
Si vous disposez d'ouvrages ou d'articles de référence ou si vous connaissez des sites web de qualité traitant du thème abordé ici, merci de compléter l'article en donnant les références utiles à sa vérifiabilité et en les liant à la section « Notes et références ».
Cette page contient des caractères spéciaux ou non latins. S’ils s’affichent mal (▯, ?, etc.), consultez la page d’aide Unicode.
Les techniques d'aïkido constituent les techniques susceptibles d'être demandées lors des passages de grades, dans un choix restreint du 5e Kyū au 1e, dans leur intégralité lors des passages de Dan.
Les techniques ne sont pas propres à une attaque particulière. On peut ainsi adapter ces techniques à de nombreuses attaques : seule l'entrée sera fonction de l'attaque, pour retomber sur une base connue de technique.

## Attaques
L'aïkido, centré sur la défense, implique la bonne maîtrise des attaques, essentielle pour permettre au partenaire de progresser. Elles doivent être portées avec sincérité et à une puissance compatible avec les capacités de tori.

### Coups: atemi - 当て身

#### Shomen uchi - 正面打ち
Frappe verticale du sommet de la tête avec le tranchant de la main 

#### Yokomen uchi - 横面打ち
Frappe de biais sur la tempe avec le tranchant de la main

#### Sokumen uchi - 側面打ち
Comme la précédente mais croisée; cette attaque est impressionnante mais en fait moins difficile à contrôler que les deux précédentes, elle est de fait peu enseignée

#### Chūdan tsuki - 中段突き
Coup de poing direct à l'abdomen

#### Jodan tsuki - 上段突き
Coup de poing direct à la trachée

#### Mae geri - 前蹴り
Coup de pied frontal à l'abdomen 

#### Mawashi geri - 回し蹴り
Coup de pied circulaire

### Saisies: dori - 取り

#### Katate dori - 片手取り
Saisie d'un poignet avec une main. Il peut s'agir d'une saisie du poignet vis-à-vis (position gyaku hanmi, saisie du poignet gauche avec la main droite et réciproquement), ou d'une saisie croisée (position ai hanmi, saisie du poignet droit avec la main droite et réciproquement). Dans ce dernier cas on commence de préférence en plaçant le dos des poignets l'un contre l'autre, croisés, puis uke saisit le poignet de tori. Ceci est directement issu de la garde au sabre. Katate dori est très fréquemment utilisé pour les premiers cours ou en début de cours car elle fixe une bonne distance de base (ma-ai) et donne le contact initial.

#### Ryote dori - 両手取り
Saisie des deux poignets. Cette symétrie n'existe pas au niveau des pieds évidemment sinon il y aurait perte d'équilibre d'où des conséquences variables, telle ou telle technique.

#### Katate ryote dori - 片手両手取り, ou morote dori 諸手取り
Saisie d'un poignet avec les deux mains. Cette attaque commence comme ai hanmi katate dori mais la saisie simple est renforcée par l'arrivée de la deuxième main (d'où la seconde saisie) et l'avancée de la jambe correspondante. Uke se trouve ainsi à l'extérieur de tori. Uke ayant une saisie très forte, il oblige tori à commencer avec le bras saisi dans l'axe de son corps.

#### Kata dori - 肩取り
Saisie de l'épaule du keikogi ("kimono") à l'aide d'une seule main. La saisie doit être ferme, dans l'idée de pousser tori (pour le déstabiliser) ou de le tirer - pour lui porter un coup.

#### Ryo kata dori - 両肩取り
Saisie de face du keikogi au niveau des deux épaules. C'est une des attaques pour le randori.

#### Sode dori - 袖取り
Saisie de la manche de tori au niveau du coude. La distance et la mobilité du bras saisi sont intermédiaires entre Katate dori et kata dori.

#### Muna dori - 胸取り
Saisie de la doublure du keikogi à une main ou à deux mains.

#### Kata dori men uchi - 肩取り面打ち
Uke saisit d'une main l'épaule du keikogi de tori et de l'autre tente de le frapper au sommet de la tête. Selon les enseignants, ce coup peut être soit une vraie attaque, soit une parade à une feinte de coup à la tête réalisée par tori et donc après un kata dori - saisie à l'épaule.

### Attaque par l'arrière: ushiro waza - 後ろ技

#### Ushiro katate dori - 後ろ片手取り
Uke saisit les deux poignets de tori en passant derrière lui. Un peu déroutante en apparence, cette attaque se comprend comme une réaction à un contre de tori : sur une saisie ai hanmi Katate dori, tori se décale sur le côté et sur l'arrière, exposant le flanc de uke. Celui-ci réagit en accélérant sa course et en passant derrière tori. Il lui faut alors saisir le deuxième poignet de tori afin de prévenir un coup de coude.
En position finale, uke doit être le plus près possible de tori, et tenir ses deux poignets vers le bas ; dans une position stable (attention à la possibilité d'un coup de tête en arrière de tori).

#### Ushiro hiji dori - 後ろ肘取り
Saisie par l'arrière des coudes (attention, des coudes, pas des manches) de tori. L'idée est la même que pour ushiro Katate dori.

#### Ushiro ryo kata dori - 両肩取り
Saisie du keikogi au niveau des deux épaules en passant par l'arrière.

#### Katate kubi shime - 片手首絞め
Même départ que pour ushiro Katate dori, mais la deuxième main va saisir le revers du keikogi de tori en passant autour du cou pour réaliser un étranglement.

#### Eri dori - 襟取り
Saisie du col par l'arrière. Commence comme ushiro katate dori, la main glissant le long du bras. Le col est ensuite saisie indifféremment avec l'une ou l'autre des deux mains. De ce fait tori ne sait pas avec quelle main il est saisi.

## Les cinq principes fondamentaux
Les cinq principes fondamentaux sont les principes qui sous-tendent nombre de techniques en aïkido, et qui sont déclinés selon la posture (suwariwasa, ai hanmi, ...) et l'attaque (shomen uchi, katate dori,...). Ils sont la base de l'enseignement traditionnel de l'aikido, et reflètent plus ou moins directement ses principes philosophiques.

### Ikkyo - 一教
Littéralement "premier principe". Article principal Ikkyō

### Nikyo - 二教
Littéralement "deuxième principe". Article principal Nikyo

### Sankyo - 三教
Littéralement "troisième principe". Article principal Sankyo

### Yonkyo - 四教
Littéralement "quatrième principe". Article principal Yonkyo

### Gokyo - 五教
Littéralement "cinquième principe". Article principal Gokyo

## Suwari waza - 座技
Le terme suwari waza est un terme japonais (座技) désignant les techniques martiales pratiquées à genoux. La notion est différente du ne waza qui sont également des techniques au sol, mais n'impliquant pas de déplacement (maîtrise de l'adversaire par immobilisation, strangulation ou luxation).
En aïkido, c'est la pratique où les deux partenaires, uke (celui qui reçoit) et tori (celui qui fait la technique) sont au sol et pratiquent toujours au sol, par opposition au tachi waza et au hanmi handachi waza. 

### Shomen uchi - 正面打ち
- Ikkyo : tori se déplace légèrement vers l'intérieur de uke, et intercepte  l'attaque des deux mains au niveau du coude. Il pousse ensuite le coude de uke vers le bas, soit en se déplaçant vers uke lui-même (forme omote), soit en pivotant sur le genou avant (forme ura). Dans les deux cas, la deuxième main vient saisir le poignet de uke à l'issue de la descente. L'immobilisation se fait avec un genou au niveau des côtes, l'autre sous le poignet de uke. Pour se dégager, tori lâche le poignet de uke (maintenu par le genou), place cette main au coude, libère la main du coude et pivote sur le genou contrôlant le poignet. Il peut ainsi se relever à bonne distance de uke.

- Nikyo
- Sankyo
- Yonkyo
- Gokyo
- Irimi nage
- Kote gaeshi (返手摔, 小手返し)
- Kaiten nage

### Yokomen uchi
- Ikkyo
- Nikyo
- Sankyo
- Yonkyo
- Gokyo
- Irimi nage
- Kote gaeshi
- Kaiten nage
- Udekime nage
- Kokyu nage

### Katate dori
- Ikkyo
- Nikyo
- Sankyo
- Yonkyo
- Irimi nage
- Kokyu nage
- Shiho nage

### Ryote dori
- Kokyuho
- Ikkyo
- Nikyo
- Sankyo
- Yonkyo
- Irimi nage
- Kote gaeshi

### Ryo kata dori
- Ikkyo
- Nikyo
- Sankyo
- Yonkyo

## Hanmi handachi waza
Hanmi Handachi Waza (半身半立技) désigne la pratique de l'aïkido où Tori est à genoux et Uke est debout.

### Katate dori
- Ikkyo
- Katate dori nikyo
- Katate dori sankyo
- Katate dori yonkyo
- Katate dori iriminage
- Katate dori kotegaeshi
- Katate dori shiho nage
- Katate dori kaiten nage
- Katate dori sumi otoshi
- Katate dori kokyu nage

### Ryote dori
- Ryote dori nikkyo
- Ryote dori irimi nage
- Ryote dori shiho nage
- Ryote dori kokyu nage

### Ushiro waza-Ryokata dori
- Ushiro ryokata dori ikkyo
- Ushiro ryokata dori nikyo
- Ushiro ryokata dori sankyo
- Ushiro ryokata dori kotegaeshi
- Ushiro ryokata dori kokyu nage

## Tachi waza

### Aihanmi katate dori
- Aihanmi katate dori ikkyo
  - forme en omote :

  1. se placer en garde migi-ai-hanmi
  2. Lorsque uke saisit le poignet droit de tori avec sa main droite, tori utilise immédiatement sa main-sabre.
  3. Tori ouvre vers la droite, en gardant la main-sabre droite devant son centre, et tient le coude droit de uke avec sa main gauche.
  4. Tori avance le pied droit d'un grand pas, saisit le poignet et le coude de uke, et coupe vers le bas en exécutant un grand arc de cercle.
  5. La coupe de tori lui permet d'amener uke jusqu'au sol. Il descend le genou gauche sur le sol puis se pose sur les deux genoux pour contrôler uke comme indiqué, maintenant le poignet de uke, bras tendu et le genou gauche contre les côtes.

- Aihanmi katate dori nikyo
- Aihanmi katate dori sankyo
- Aihanmi katate dori yonkyo
- Aihanmi katate dori irimi nage
- Aihanmi katate dori kote gaeshi         (retournement du poignet)
- Aihanmi katate dori shiho nage         (projection dans les quatre directions)
- Aihanmi katate dori udekime nage
- Aihanmi katate dori koshi nage
- Aihanmi katate dori sumi otoshi
- Aihanmi katate dori kokyu nage         (projection par le souffle)

### Katate dori
- Katate dori ikkyo
- Katate dori nikyo
- Katate dori sankyo
- Katate dori yonkyo
- Katate dori iriminage
- Katate dori kotegaeshi
- Katate dori shiho nage
- Katate dori kaiten nage
- Katate dori sumi otoshi
- Katate dori hijikimeosae (udehishigi)
- Katate dori udekimenage
- Katate dori udegarami
- Katate dori kokyu nage
- Katate dori tenchinage

### Kata dori
- Kata dori ikkyo
- Kata dori nikyo
- Kata dori sankyo
- Kata dori yonkyo
- Kata dori iriminage
- Kata dori kokyu nage

### Muna dori
- Muna dori ikkyo
- Muna dori nikyo
- Muna dori sankyo
- Muna dori yonkyo
- Muna dori shiho nage
- Muna dori kokyu nage

### Ryote dori
- Ryote dori ikkyo
- Ryote dori nikyo
- Ryote dori sankyo
- Ryote dori yonkyo
- Ryote dori iriminage
- Ryote dori kotegaeshi
- Ryote dori shiho nage
- Ryote dori udekimenage
- Ryote dori tenchinage
- Ryote dori koshinage
- Ryote dori kokyu nage

### Ryokata dori
- Ryokata dori ikkyo
- Ryokata dori nikyo
- Ryokata dori sankyo
- Ryokata dori yonkyo
- Ryokata dori iriminage
- Ryokata dori aikiotoshi
- Ryokata dori kokyu nage

### Katate ryote dori
- Katate ryote dori ikkyo
- Katate ryote dori nikyo
- Katate ryote dori sankyo
- Katate ryote dori iriminage
- Katate ryote dori kotegaeshi
- Katate ryote dori shiho nage
- Katate ryote dori kokyuho
- Katate ryote dori kokyu nage
- Katate ryote dori koshinage
- Katate ryote dori udekimenage
- Katate ryote dori jujigarami

### Chudan tsuki
- Chudan tsuki ikkyo
- Chudan tsuki sankyo (uchikaiten)
- Chudan tsuki iriminage
- Chudan tsuki kotegaeshi
- Chudan tsuki shiho nage
- Chudan tsuki kaiten nage
- Chudan tsuki kokyu nage
- Chudan tsuki udekimenage
- Chudan tsuki hijikimeosae
- Chudan tsuki ushiro kiriotoshi

### Jodan tsuki
- Jodan tsuki ikkyo
- Jodan tsuki sankyo (uchikaiten)
- Jodan tsuki iriminage
- Jodan tsuki kotegaeshi
- Jodan tsuki shiho nage
- Jodan tsuki kaiten nage
- Jodan tsuki kokyu nage
- Jodan tsuki udekimenage

### Shomen uchi
- Shomen uchi ikkyo
- Shomen uchi nikyo
- Shomen uchi sankyo (sotokaiten, uchikaiten)
- Shomen uchi yonkyo
- Shomen uchi gokyo
- Shomen uchi iriminage
- Shomen uchi kotegaeshi
- Shomen uchi shiho nage
- Shomen uchi kaiten nage
- Shomen uchi kokyu nage

### Yokomen uchi
- Yokomen uchi ikkyo
- Yokomen uchi nikyo
- Yokomen uchi sankyo
- Yokomen uchi yonkyo
- Yokomen uchi gokyo
- Yokomen uchi iriminage
- Yokomen uchi kotegaeshi
- Yokomen uchi shiho nage
- Yokomen uchi udekimenage
- Yokomen uchi kokyu nage

### Katadori menuchi
- Kata dori menuchi ikkyo
- Kata dori menuchi nikyo
- Kata dori menuchi sankyo
- Kata dori menuchi shiho nage
- Kata dori menuchi udekimenage
- Kata dori menuchi koshinage
- Kata dori menuchi kotegaeshi
- Kata dori menuchi iriminage
- Kata dori menuchi kokyu nage

### Mae geri
- Iriminage